# Скрёбов, Николай Михайлович
Николай Михайлович Скрёбов  (24 сентября 1932 года — 3 марта 2015 года, Ростов-на-Дону) — русский-советский поэт, писатель, радиожурналист, переводчик. Член Союза журналистов СССР (1959), Союза писателей СССР (1962). Заслуженный работник культуры Российской Федерации (1996).

## Биография
Николай Михайлович Скрёбов родился 24 сентября 1932 года в г. Шахты Ростовской области. Окончил факультет журналистики Киевского университета (1956).
По окончании университета Н. Скрёбов работал в разных местах на разных должностях: в ростовских газетах «Ленинское знамя» (1956—1957), «Молот» (1957—1961), в журнале «Дон» (1961—1965), на ростовском телевидении (1965—1967), литературным консультантом Ростовской писательской организации (1968—1969), инструктором отдела культуры Ростовского обкома КПСС (1969—1974), зав. отделом газеты «Молот» (1974—1976), зам. главного редактора журнала «Дон» (1976—1979), зам. председателя Ростовского отделения СП РСФСР (1979—1981), старшим редактором Ростовского облтелерадиокомитета (1981—1992), главным редактором студии радиовещания Ростовской гостелерадиокомпании «Дон-ТР» (с 1992).
После окончания университета жил в Каменской области, потом в Ростове-на-Дону. Скончался 3 марта 2015 года, похоронен на Северном кладбище Ростова-на-Дону.

## Творчество
Первые отдельные его стихотворения были напечатаны в 1951 году, а первый сборник стихов «Любимый цвет» был издан в 1961 году.
В своих стихах он пишет об отце, шахтерах, о сверстниках и воинах. В его творчестве большое место занимают малые поэтические жанры, исповедальная лирика, перевод, в поэтических кругах считается мастером сонета.
Профессиональная работа в журналистике привлекла Н. Скрёбова к работе в жанрах очерка, рецензии, эссе и др.
Писал он и книги для детей разных возрастов: «Только вместе» (1964), «Толстопятые друзья» (1966), «Под неспокойною звездой» (1971).
Н. Скрёбов занимался также переводами стихотворений поэтов Северного Кавказа, Украины, Болгарии. С журналисткой Н. Пачевой перевел три повести болгарского писателя Николая Мизийски: «Желтая маска», "Трио «Тринидад», «Я на Марсе».
По инсценировкам Скрёбова в Ростовском театре юного зрителя были поставлены спектакли «Рожденные бурей» Н. Островского и «Желтая маска» Н. Мизийски.
Биография и творчество Владимира Барвенко легли в основу одного из вопросов для областного молодёжного телевизионного проекта «Эрудит Дона».

## Награды и звания
- Заслуженный работник культуры Российской Федерации (1996).
- Медали «За доблестный труд» (1970), «Ветеран труда» (1984).

## Труды
За годы литературной деятельности было издано более двадцати стихотворных сборников Николая Скрёбова, включая:
- Любимый цвет. Стихи. — Ростов-н/Д: Ростиздат, 1961.
- Пристрастие. Книга стихов. — Ростов-н/Д: Ростиздат, 1964.
- Только вместе. Стихи для детей. — Ростов-н/Д: Ростиздат, 1964.
- Толстопятые друзья. Стихи для детей. — Ростов-н/Д: Ростиздат, 1966.
- Стихи (в серии «Донская поэзия»). — Ростов-н/Д: Ростиздат, 1967.
- Эпоха бережной любви. Книга стихов. — Ростов-н/Д: Ростиздат, 1968.
- Корень добра. Стихи. — М.: «Советский писатель», 1970.
- Под неспокойною звездой. Стихи. — Ростов-н/Д: Ростиздат, 1971.
- Сентябрь. Лирика, поэмы, переводы. — Ростов-н/Д: Ростиздат, 1973.
- Южная вьюга. Книга стихов. — М.: «Советский писатель», 1976.
- Тысяча ударов сердца. Лирика разных лет. — Ростов-н/Д: Ростиздат, 1977.
- Родство. Стихи. — М.: «Современник», 1979.
- Хроника счастья. Стихи и поэмы разных лет. — Ростов-н/Д: Ростиздат, 1982.
- Будничные праздники. Книга стихов. — Ростов-н/Д: Ростиздат, 1986.
- Тетрадь сонетов. — Ростов-н/Д: Ростиздат, 1990.
- Гребень равнины (в серии «Поэты России»). — Ростов-н/Д: ООО «Книга», 1996.
- Тихие вихри. Сонеты. — Ростов-н/Д: МП «Новая книга», 2000.
- Меты. Стихи. — Таганрог: изд-во Ю. Д. Кучма, 2002.
- Приватный календарь. Лирика разных лет. — Таганрог: изд-во Ю. Д. Кучма, 2003.
- Период. Стихи недалёких годов. — Ростов-н/Д: «Признание», 2007.
- Когда. Стихи. — Таганрог: изд-во Ю. Д. Кучма, 2007.
- Оттенки отзвука (в серии «Поэты России»). — Ростов-н/Д: МП «Новая книга», 2007.
- Оттенки отзвука. Лирический ретроспектр. — Таганрог: «Нюанс», 2009.
- Осени меня, осень. Стихи (в серии «32 полосы»). — Таганрог: «Нюанс», 2010.
- Близко к сердцу. Признательные показания (в серии «32 полосы»). — Таганрог: «Нюанс», 2010.
- Мнимые сонеты (в серии «Свободный микрофон»). — Таганрог: «Нюанс», 2011.